# 맨해튼 (영화)
《맨해튼》(영어: Manhattan)은 1979년 개봉한 로맨틱 코미디 영화다. 우디 앨런이 감독과 주연을 맡았으며 다이앤 키턴, 마이클 머피, 매리얼 헤밍웨이, 메릴 스트립 등이 출연하였다. 맨해튼에 사는 사람들의 애정 관계를 다루었으며 앨런의 이전 영화인 《애니 홀》과 《인테리어》의 영향을 크게 받았다. 또한, 2.35:1 와이드스크린과 흑백으로 제작되었으며 영화 음악은 모두 조지 거슈윈의 작품을 사용하였다. 영화 개봉 후 비평가들의 호평이 이어진 가운데 아카데미상에서 여우조연상과 각본상 후보에 올랐다. 2001년 미국 의회도서관은 이 영화를 영구보존하기로 하였다.

## 줄거리
영화는 맨해튼을 사랑하는 한 남자에 대한 책 서문 초안을 읽는 듯한 아이작의 내레이션과 함께 시작한다. 아이작은 두 번 이혼한 42세의 TV 코미디 작가로, 지루한 직장을 그만둔다. 그는 17세 소녀 트레이시와 사귀고 있지만, 그의 절친인 예일의 정부 메리에게 점점 끌린다. 메리의 전 남편이자 선생이었던 제레미아와 아이작의 전처 질도 등장한다. 질은 아이작과 결혼 전에 양성애자라고 말했으나, 결혼 후 레즈비언으로 커밍아웃하고 동성 파트너 코니와 함께 살고 있다.
처음에 아이작은 메리의 속물적인 태도에 반감을 느끼지만, 우연히 다시 만나 대화를 나누며 호감을 갖게 된다. 메리에게 끌리는 마음에도 불구하고 아이작은 트레이시와의 관계를 유지하며, 진지한 관계는 될 수 없다고 선을 긋고 그녀에게 런던으로 연기 공부를 떠나라고 권유한다. 예일이 메리와 헤어진 후, 아이작에게 그녀와 데이트할 것을 제안한다. 아이작은 트레이시가 너무 어리다고 생각했기에 메리에게 호감을 느끼고 트레이시와 헤어진다.
이후 메리는 아이작의 집으로 들어와 살다시피 한다. 아이작의 새 여자친구에 대해 궁금해하던 예일의 아내 에밀리와 두 커플은 함께 즐거운 시간을 보낸다. 그러던 중 아이작은 길에서 전처 질의 책을 발견하고, 에밀리는 책의 일부를 읽어주며 아이작이 질과 다른 여자와 함께했던 일, 코니를 차로 치려했던 일 등 과거사를 폭로한다. 수치스러움을 느낀 아이작은 질에게 따지지만, 질은 태연하게 반응하고 영화 판권 계약에 대한 이야기를 한다. 집에 돌아온 아이작은 메리에게서 예일에게 돌아가고 싶다는 이별 통보를 받는다. 분노한 아이작은 예일을 찾아가 다투고, 예일은 아이작이 메리를 자신에게 소개시켜 줬다고 에밀리에게 말했다는 사실을 밝힌다.
결말에서 아이작은 삶을 살 가치 있게 만드는 것들에 대해 이야기하다가 문득 "트레이시의 얼굴"을 떠올리고 녹음을 중단한다. 그녀에게 전화가 닿지 않자, 아이작은 그녀를 찾아 나선다. 트레이시는 런던으로 떠나기 직전이었고, 아이작은 떠나지 말라며 "네가 가진 어떤 것"이 변하지 않기를 바란다고 말한다. 트레이시는 계획은 이미 다 끝났다고 말하면서도, "모든 사람이 다 타락하는 건 아니에요"라며 사람들에 대한 믿음을 가지라고 말한다. 아이작은 희미하게 미소짓고 카메라를 마지막으로 응시한다. 이후 영화는 맨해튼의 스카이라인 장면과 함께 마무리된다.

## 캐스팅
- 우디 앨런 - 아이작
- 다이앤 키턴 - 메리
- 마이클 머피 - 예일
- 매리얼 헤밍웨이 - 트레이시
- 메릴 스트립 - 질
- 앤 번 - 에밀리
- 카렌 루드빅 - 코니
- 마이클 오도노휴 - 데니스

## 반응
《맨해튼》은 1979년 4월 25일 개봉하였다. 총수입은 39,946,780달러로 《애니 홀》 다음으로 가장 흥행한 앨런의 영화가 되었다. 평단의 반응도 좋아서, 워싱턴 포스트의 게리 아널드는 "지나치게 지성적인 뉴요커들의 지나치게 특별한 고통으로 이뤄진 사랑을 통해 앨런은 새로운 코미디의 경지에 올랐다"라고 썼으며, 더 뉴요커의 리처드 브로디는 "앨런은 현대를 향수하는 영화를 내놓았다"라고 썼다. 시카고 선타임스의 로저 이버트는 "다시 보게 되면서 이 영화가 교묘하고 복잡하며, 사랑이 아닌 상실을 다룬 걸 알게 되었다"라며 자신의 '위대한 영화 목록'에 넣었다. 한편 칸 영화제는 이 영화를 경쟁작으로 초청하였다. 로튼 토마토도 자체 평가도 98%를 차지한다고 발표하고 있다.